# نیکانور دوارته
نیکانور دوارته (اسپانیایی: Óscar Nicanor Duarte Frutos‎؛ زادهٔ ۱۱ اکتبر ۱۹۵۶) یک سیاست‌مدار اهل پاراگوئه است. او از سال 2003 تا 2008 رئیس‌جمهور پاراگوئه بوده‌است.